# Dictadura militar en Brasil
La dictadura militar en Brasil (o Revolución Militar de 1964, o Quinta República Brasileña) es el período histórico iniciado en Brasil con el golpe de Estado del 31 de marzo de 1964, que derrocó al gobierno democrático del presidente João Goulart e instauró una dictadura militar encabezada por Humberto de Alencar Castelo Branco, y finalizado con la victoria electoral del Movimiento Democrático Brasileño, asumiendo José Sarney como primer presidente civil el 15 de marzo de 1985.
A pesar de la terminología empleada para referirse a dicho período histórico así como al régimen político que se implantó, la dictadura brasileña solo tuvo un breve período (entre 1964 y 1967) en el que el sistema político mantuvo el carácter de régimen netamente militar. En 1967, el régimen se autoinstitucionalizó aprobando una constitución civil, la cual establecía un modelo de estado burocrático-autoritario. Bajo esta nueva carta magna, el presidente no era elegido por voto popular, sino designado por ambas cámaras del Congreso Nacional, y poseía poderes casi absolutos. Para garantizar la supervivencia del régimen, la constitución instauró un bipartidismo forzoso, con la Alianza Renovadora Nacional (ARENA), como partido único de facto del régimen, y el Movimiento Democrático Brasileño (MDB) como una única «oposición tolerada», sin posibilidades reales de triunfo. Entre 1967 y 1978, se realizaron cuatro elecciones parlamentarias, en las que la ARENA retuvo la mayoría en ambas cámaras (y por extensión, la presidencia de la república) bajo acusaciones de fraude electoral e intimidación. Aunque constitucionalmente podía haber un presidente civil, los cuatro presidentes elegidos durante el régimen fueron militares, garantizando la permanente influencia de las fuerzas armadas en la política brasileña.
Durante el período de gobierno militar, se cometieron masivas violaciones a los derechos humanos. El régimen militar aplastó la libertad de prensa y reprimió severamente la oposición política. Adoptó formalmente el nacionalismo, el desarrollo económico y el anticomunismo como banderas oficiales. A lo largo de toda su existencia, sobre todo durante las décadas de 1960 y 1970, la dictadura militar brasileña recibió asistencia logística y económica del gobierno de los Estados Unidos en lo que se llamó el Plan Cóndor, instaurándose dictaduras similares en el marco más amplio de la Guerra Fría.
El régimen alcanzó su apogeo en 1970 con el milagro económico brasileño, que atrajo una gran cantidad de popularidad al gobierno a pesar de la represión política. A partir de 1974, sin embargo, el país sufrió un deterioro económico bajo la presidencia de Ernesto Geisel, provocando una serie de debacles electorales para el oficialismo. En 1979, con la llegada al poder de João Figueiredo, se legalizó la fundación de partidos políticos (aunque la medida originalmente tenía el objetivo de fragmentar a la oposición, facilitando el continuismo del régimen). A partir de la década de 1980, la hegemonía militar entró en crisis debido a la inflación crónica y el colapso progresivo de los regímenes militares en Perú, Uruguay, Argentina, Chile  y otros vecinos en Sudamérica. En 1985, se realizó la última elección indirecta, disputada solo por candidatos civiles, y triunfando el candidato del MDB, Tancredo Neves, por amplio margen. Neves falleció antes de asumir el cargo, siendo reemplazado por José Sarney.
Sarney asumió la presidencia el 15 de marzo de 1985, poniendo fin al régimen militar. Tras su elección, restauró las libertades civiles y programó la aprobación de una nueva constitución en 1988, restaurándose la elección directa del presidente de la república, y sellando la transición definitiva a la democracia.

## Instauración

### Antecedentes

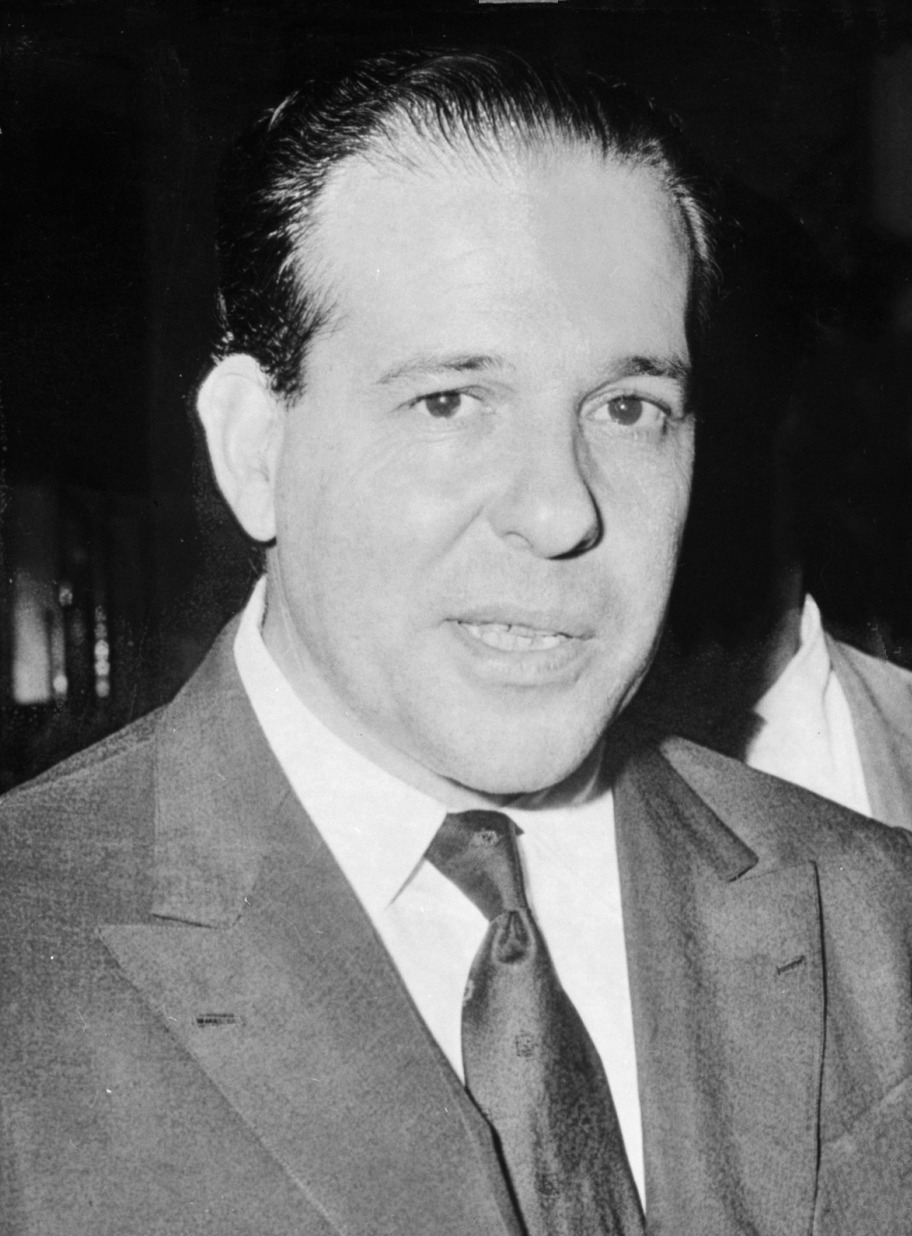
João Goulart en 1964.

Desde comienzos de 1964 la economía de Brasil sufre graves problemas, la inflación es elevada y las diferencias políticas entre el presidente João Goulart y la oposición derechista aumentan. Para las fuerzas armadas es importante forzar al presidente a renunciar a su plan de reformas y desplazar de la administración gubernamental a sus aliados de izquierda. Goulart confía aún en la lealtad de un grupo de oficiales promovidos a altos puestos durante su mandato, y en la posibilidad que sus partidarios puedan oponer resistencia armada a una sublevación militar. 
Goulart firma un decreto de expropiación de refinerías de petróleo y de tierras privadas el 13 de marzo de 1964 veinte kilómetros al borde de carreteras, ferrocarriles, ríos navegables y represas. Además, pide una nueva constitución para el país. Esto genera una reacción de los conservadores, que organizan la llamada «Marcha de la Familia con Dios por la Libertad». La primera de ellas tiene lugar en São Paulo, el día 19 de marzo, día de San José Obrero, patrono de la familia. El principal organizador de la marcha es el diputado Antônio Sílvio Cunha Bueno, apoyado por el gobernador Adhemar de Barros, opositor a Goulart. La marcha termina junto a la Catedral de la Sé, con una misa «por la salvación de la democracia».
Tras una asamblea de marineros reunidos ante el Sindicato de Metalúrgicos de Rio de Janeiro el 25 de marzo de 1964 para reclamar mejoras salariales, se produce una ruptura casi total de Goulart con la jerarquía militar. Aquel día, dos mil soldados comandados por José Anselmo dos Santos están presentes, y con ellos el diputado Leonel Brizola. El entonces Ministro de la Marina Sílvio Mota ordena la detención de los marineros que realizaban la asamblea. Finalmente, el presidente les otorga una amnistía a todos los implicados.
El 30 de marzo, el presidente Goulart hace un discurso imprevisto en el Automóvil Club de Río de Janeiro ante una tropa de sargentos, y solicita el apoyo de los militares para sus reformas. Esto se convierte en el disparador para que los golpistas actúen.

### Desarrollo de Golpe de Estado en Brasil
La noche del 31 de marzo el general Olímpio Mourão Filho, jefe de la guarnición de Minas Gerais, inicia una revuelta avanzando con sus tropas hacia Río de Janeiro, donde se halla Goulart. Por la tarde, el jefe de Estado Mayor del Ejército, general Humberto de Alencar Castelo Branco, intenta en vano persuadir a los golpistas, alegando que no hay certeza sobre el apoyo de las tropas de Sao Paulo. Por la noche, Amaury Kruel, jefe del 2° Ejército (basado en São Paulo), llama por teléfono a Goulart para pedirle que renuncie o que destituya a sus asesores de izquierda. El presidente se niega a la exigencia, recriminándole a Kruel por pedirle una decisión humillante para un presidente. Tras el intento fallido del general Kruel, las tropas paulistas se unen al golpe.
Goulart desestima las primeras noticias de la revuelta, y planifica una resistencia apoyándose en las divisiones acuarteladas en el sur de Brasil (su región natal), que le eran leales, contando con las tropas de Paraíba y Río Grande do Sul. No obstante, ninguno de los oficiales con que cuenta puede ser contactado, dado que los golpistas han elegido una fecha en que los posibles generales leales a Goulart están de vacaciones, en descanso, o fuera de sus guarniciones por diversos motivos. Sin opciones, Joao Goulart sale de Río de Janeiro y viaja a Brasilia al mediodía del 1 de abril, pero allí encuentra que el Congreso, dominado por la oposición de derecha, planea declarar su vacancia y se niega a apoyarlo contra los golpistas. Esa misma tarde se traslada a Porto Alegre planeando resistir al golpe desde allí y esperando que se definiera el 1° Ejército (estacionado en las afueras de Río de Janeiro), pero el presidente no tiene éxito. Mientras tanto, Leonel Brizola le requiere una resistencia armada al golpe. El general Armando de Moraes Áncora, jefe del 1º Ejército, intenta oponerse a la revuelta, pero ante el riesgo de desatar un combate entre soldados brasileños (situación que todos los jefes militares ansían impedir) desiste de su empeño y une sus fuerzas a las del general Amaury Kruel en las afueras de Río de Janeiro.

## Transcurso de la dictadura militar en Brasil

### Inicio de la dictadura
El golpe en 1964 recibe un amplio apoyo de medios de comunicación privados, como O Globo y Diario de Noticias,[cita requerida] así como de gran parte del empresariado, de los propietarios rurales, parte de la Iglesia católica, varios gobernadores de estados importantes (como Carlos Lacerda, de Guanabara, José de Magalhães Pinto, de Minas Gerais, y Ademar de Barros, de São Paulo) y amplios sectores de clase media y media alta. Dichos medios de comunicación han realizado una campaña con miras a convencer a las personas de que Goulart llevará a Brasil a un gobierno similar al de la Unión Soviética y de la República Popular China, es decir, un gobierno comunista,[cita requerida] mientras se dice que «lo que es bueno para los Estados Unidos es bueno para nosotros ».[cita requerida] Los propietarios de tierras y los empresarios también buscan controlar la crisis económica.
El temor de esta tendencia del país hacia la izquierda política es compartido por Estados Unidos, cuyo gobierno ofrece apoyo logístico de su flota naval en el Océano Atlántico para auxiliar a los golpistas en caso de que se precipite una resistencia armada de Goulart o sus aliados contra el golpe. La noticia del golpe es recibida con alivio por el gobierno de Washington, satisfecho por saber lo que pasa en Brasil, y en la dictadura surgen diferencias entre militares que desean medidas más radicales contra la «subversión» y una larga permanencia en el poder, y otros que piensa en una intervención más «moderada» —como en 1930, 1945 y 1954— y la rápida vuelta de los civiles al poder. 
Los más radicales se agrupan alrededor del general Artur da Costa e Silva, mientras que los más moderados lo hacen en torno al mariscal Humberto de Alencar Castelo Branco. Instalan un régimen que mantiene superficialmente las instituciones democráticas previas, como el parlamento y el sufragio universal, pero que impide a sus detractores el ejercicio de derechos políticos básicos (como el de votar y ser candidato electoral) mediante decretos llamados Actos Institucionales.

### Gobierno dictatorial de Castelo Branco

El mariscal Castelo Branco, primer dictador tras el golpe de Estado.

Humberto de Alencar Castelo Branco asume el poder el 15 de abril de 1964, y apenas iniciado su mandato desmantela a la izquierda del Congreso y establece la abolición de los partidos políticos, prohibiendo en la práctica que pudiesen desarrollar actividades, e impone la censura de prensa y publicaciones. Gradualmente a partir del año siguiente el régimen endurece. Un Acto Institucional tornó indirectas las elecciones presidenciales, y políticos como Juscelino Kubitschek, e incluso Carlos Lacerda y Adhemar de Barros —civiles que habían apoyado el golpe— son privados de sus derechos políticos. Luego se impiden las elecciones para gobernadores de estado por voto directo. Solamente dos partidos políticos son permitidos: uno de apoyo al gobierno (ARENA) y otro de oposición (MDB). Los jefes militares se abstienen de designar un dictador de rasgos caudillistas, y prefieren establecer un sólido dominio autocrático sobre la política brasileña, en alianza con muchos líderes políticos de derecha, suspendiendo cada vez más los derechos y libertades individuales. Mientras tanto, la oposición al gobierno, principalmente por parte de estudiantes y grupos terroristas de izquierda radical, crece. 
La Constitución de Brasil queda suspendida durante la dictadura de Castelo Branco y es reemplazada en la práctica por Actos Institucionales con fuerza de ley, dictados por las fuerzas armadas. Su gobierno promueve reformas económicas y tributarias, buscando una mayor intervención del Estado en la economía. En el plano político, el «Acto Institucional N° 1», emitido el 9 de abril de 1964, suprime la elección popular directa del presidente de la República, fijando que sólo el Congreso tendría la facultad de elegir al presidente. Esta misma ley da al gobierno la posibilidad de eliminar derechos políticos por diez años, permitiendo así que por cuestiones de «seguridad nacional» más de 100 opositores a la dictadura sean expulsados de sus cargos e impedidos de participar en actividades políticas, al ser expresamente cesados en sus derechos políticos por el «Acto Institucional N° 1». Como resultado de ello, la gran mayoría de estos opositores quedan fuera del Congreso y de toda la vida política brasileña, siendo por ello imposibilitados de elegir al presidente de la República. A partir de fines de los años 1960, las policías y Fuerzas Armadas comienzan a arrestar, torturar y eliminar opositores identificados como «comunistas».
Castelo Branco pronto entra en pugna con otros líderes militares, al sostener la idea de que la dictadura militar debe ser transitoria y que el mando político ha de devolverse a los civiles lo antes posibles, aunque con las garantías necesarias de que a la izquierda brasileña (en su variante socialista o comunista) no se le permita acceder al poder. Esta idea es rechazada por el general Artur da Costa e Silva, quien con otros jefes militares postula que la dictadura debe durar varios años. 

### Administraciones Costa e Silva y Médici
Castelo Branco fue sucedido en la presidencia por el general Artur da Costa e Silva, representante de los sectores más radicales del régimen. El 13 de diciembre de 1968, firmó el Acto Institucional Número 5, que otorgó al presidente poderes dictatoriales, disolvió el Congreso y las legislaturas estatales, suspendió la constitución e impuso la censura. El 31 de agosto de 1969, Costa e Silva sufrió un derrame cerebral. En lugar de su vicepresidente, la junta militar asumió todo el poder estatal, que eligió al general Emílio Garrastazu Médici como nuevo presidente.

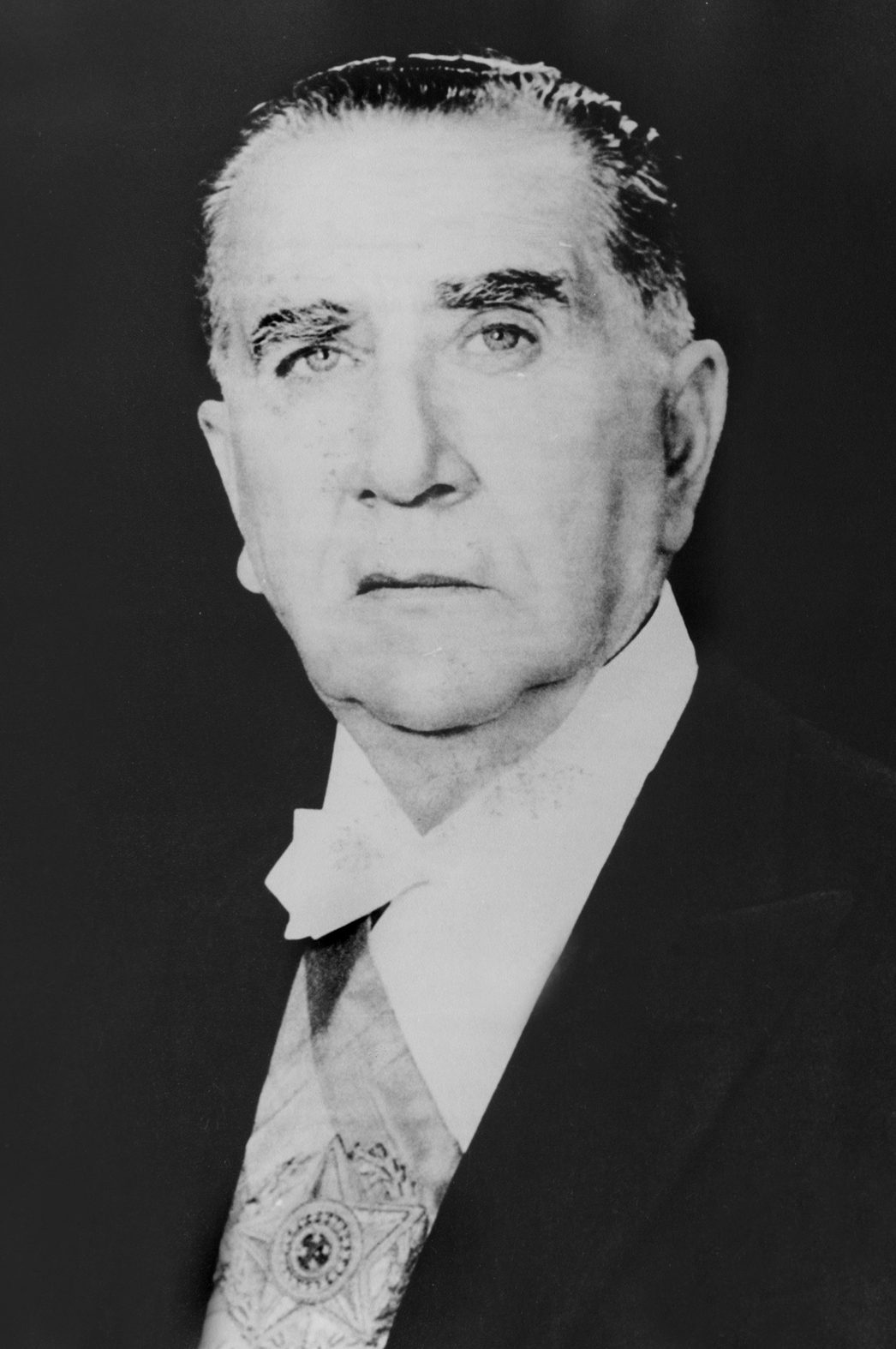
Emílio Garrastazu Médici, presidente de Brasil entre 1969 y 1974

De línea dura, Médici promovió las mayores violaciones de derechos humanos del régimen. Durante su gobierno, la persecución y tortura de disidentes, el acoso a periodistas y la censura de prensa se generalizaron. La sucesión de secuestros de embajadores extranjeros en Brasil puso en aprietos al gobierno militar. Las manifestaciones antigubernamentales y la acción de los movimientos guerrilleros generaron un aumento de las medidas represivas. Las guerrillas urbanas de la Acción Libertadora Nacional y el Movimiento Revolucionario 8 de Octubre fueron reprimidas, y se emprendieron operaciones militares para poner fin a la Guerra de Guerrillas de Araguaia.
Las "fronteras ideológicas" de la política exterior brasileña se reforzaron. A finales de 1970, el salario mínimo oficial bajó a 40 dólares mensuales, lo que redujo el poder adquisitivo de más de un tercio de la fuerza laboral brasileña (cuyos salarios estaban vinculados a él) en aproximadamente un 50%, en comparación con los niveles de 1960 bajo la administración de Juscelino Kubitschek.
Sin embargo, Médici era popular, ya que su mandato se vio acompañado del mayor crecimiento económico de cualquier presidente brasileño, con el desarrollo del Milagro Brasileño y la victoria del país en el Mundial de fútbol de 1970. En 1971, Médici presentó el Primer Plan Nacional de Desarrollo, cuyo objetivo era aumentar el crecimiento económico, especialmente en las zonas remotas del noreste y la Amazonia. Los resultados de su política económica consolidaron la opción por el modelo de desarrollo nacional. Gracias a estos resultados, las conexiones económicas del país con el exterior se transformaron, lo que permitió ampliar su presencia internacional.
En 1973, se estableció un sistema de colegio electoral y en enero de 1974 el general Ernesto Geisel fue elegido presidente.

### Administración Geisel

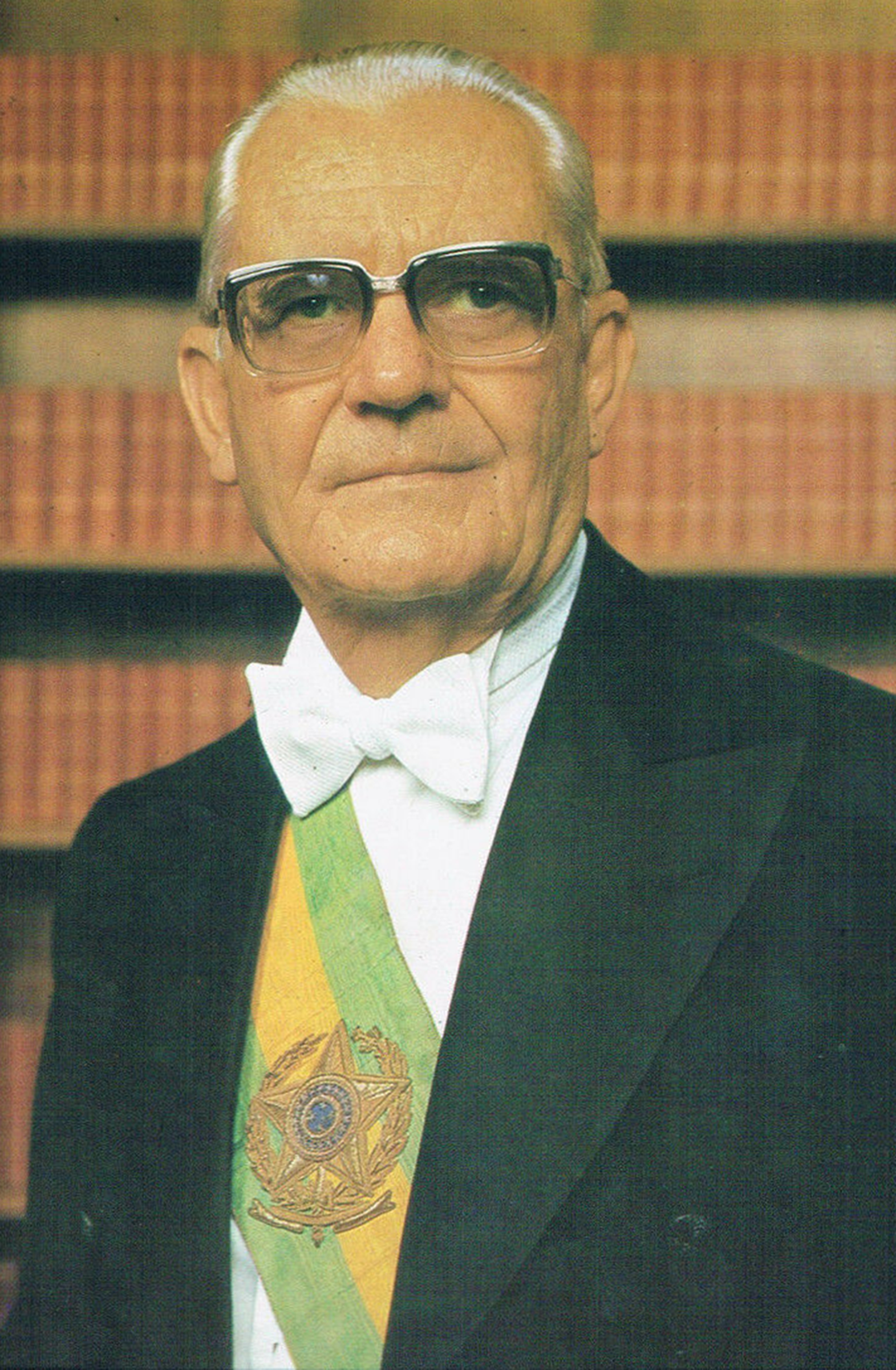
Ernesto Geisel, presidente de Brasil entre 1974 y 1979

El general Ernesto Geisel fue elegido presidente en 1974 con la aprobación de Médici, un año después de la crisis del petróleo. Geisel era un general del ejército bien conectado y expresidente de Petrobras. Hubo intensas maniobras tras bambalinas por parte de la línea dura en su contra, pero también por los partidarios más moderados de Castelo Branco en su apoyo. El hermano mayor de Geisel, Orlando Geisel, fue ministro del Ejército, y su aliado cercano, el general João Batista Figueiredo, fue jefe del estado mayor militar de Médici. Una vez en el poder, Geisel adoptó una postura más moderada con respecto a la oposición política que su predecesor Médici.
Aunque la población civil no lo comprendió de inmediato, la llegada de Ernesto Geisel marcó un avance hacia un gobierno menos opresivo. Reemplazó a varios comandantes regionales por oficiales de confianza y denominó sus programas políticos abertura (apertura) y distensão (distensión), lo que significaba una relajación gradual del régimen autoritario. Sería, en sus palabras, "el máximo desarrollo posible con el mínimo indispensable de seguridad".
Junto con su jefe de Gabinete, el ministro Golbery do Couto e Silva, Geisel ideó un plan de democratización gradual y lenta que finalmente triunfaría a pesar de las amenazas y la oposición de la línea dura. Sin embargo, la tortura de los opositores izquierdistas y comunistas del régimen por parte del DOI-CODI (la agencia de inteligencia estatal) seguía en curso, como lo demostró el asesinato de Vladimir Herzog en 1975.
Geisel permitió al opositor Movimiento Democrático Brasileño (MDB) realizar una campaña electoral prácticamente libre antes de las elecciones parlamentarias de noviembre de 1974, y el MDB obtuvo más votos que nunca. Cuando el partido opositor MDB obtuvo más escaños en las elecciones al Congreso de 1976, Geisel utilizó las facultades que le otorgaba el AI-5 para disolver el Congreso en abril de 1977 e introdujo un nuevo conjunto de leyes (el Paquete de Abril) que hizo indirectas las elecciones a gobernador y creó un colegio electoral para elegir al próximo presidente, salvaguardando así las posiciones de ARENA.
En 1977 y 1978, la cuestión de la sucesión presidencial provocó una mayor confrontación política con la línea dura. En octubre de 1977, Geisel destituyó repentinamente al ministro del Ejército, el general Sylvio Frota, de extrema derecha, quien había intentado postularse a la presidencia. En mayo de 1978, Geisel tuvo que lidiar con las primeras huelgas laborales desde 1964. Más de 500.000 trabajadores, liderados por el futuro presidente Lula da Silva, exigieron y obtuvieron un aumento salarial del 11%.
Al final de su presidencia, Geisel había permitido el regreso de los ciudadanos exiliados, restablecido el habeas corpus, derogado los poderes extraordinarios, puesto fin a la Quinta Ley Institucional en diciembre de 1978 e impuesto al general João Figueiredo como su sucesor en marzo de 1979.

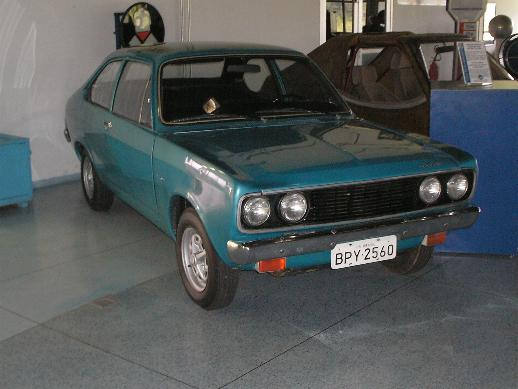
Un Dodge 1800 fue el primer prototipo de automóvil diseñado con un motor de etanol únicamente. Exposición en el Memorial Aeroespacial Brasileiro, São José dos Campos (São Paulo)

En materia económica, Geisel buscó mantener las altas tasas de crecimiento económico del Milagro Brasileño, vinculadas a la preservación del prestigio del régimen, incluso mientras intentaba lidiar con los efectos de la crisis petrolera de 1973. Geisel destituyó al veterano ministro de Hacienda Antônio Delfim Netto. Mantuvo las enormes inversiones estatales en infraestructura: autopistas, telecomunicaciones, represas hidroeléctricas, extracción de minerales, fábricas y energía nuclear. Todo esto requirió mayor endeudamiento internacional y un aumento de la deuda estatal.
Para rechazar las objeciones nacionalistas, abrió Brasil a la prospección petrolera por parte de empresas extranjeras por primera vez desde principios de los años 50. Geisel también intentó reducir la dependencia de Brasil del petróleo firmando un acuerdo de 10 mil millones de dólares con Alemania Occidental para construir ocho reactores nucleares en Brasil. Durante este tiempo, se promovió una iniciativa de producción de etanol como alternativa a la gasolina y se produjeron los primeros automóviles alimentados con etanol en el país. Como resultado de la crisis petrolera, Brasil sufrió drásticas reducciones en sus términos de intercambio.
Durante la administración Geisel, Brasil modificó su política exterior para satisfacer sus necesidades económicas. El pragmatismo responsable sustituyó el alineamiento estricto con Estados Unidos y una visión del mundo basada en fronteras ideológicas y bloques de naciones. Dado que Brasil dependía en un 80 % del petróleo importado, Geisel transformó al país de un apoyo incondicional a Israel a una postura más neutral en los asuntos de Oriente Medio. Su gobierno también reconoció a la República Popular China y a los nuevos gobiernos socialistas de Angola y Mozambique, ambas antiguas colonias portuguesas. El gobierno se acercó a Latinoamérica, Europa y Japón.
La intención de Brasil de construir reactores nucleares con la ayuda de Alemania Occidental generó tensiones con Estados Unidos, que no quería un Brasil nuclear. Tras la elección de Jimmy Carter como presidente, se priorizó la protección de los derechos humanos. La nueva Enmienda Harkin limitó la asistencia militar estadounidense a países con violaciones de derechos humanos. La derecha brasileña y el ejército lo consideraron una incursión en la soberanía brasileña, y Geisel renunció a cualquier ayuda militar futura de Estados Unidos en abril de 1977.

### Administración Figueiredo: transición a la democracia

João Baptista Figueiredo, último presidente de la dictadura militar de Brasil. En el cargo entre 1979 y 1985

El presidente João Figueiredo condujo al país de vuelta a la democracia y promovió la transferencia de poder a un gobierno civil, enfrentándose a la oposición de la línea dura del ejército. Figueiredo era general del ejército y exjefe del servicio secreto, el Servicio Nacional de Información.
Como presidente, Figueiredo continuó el proceso gradual de abertura iniciado en 1974. La Ley de Amnistía, firmada por Figueiredo el 28 de agosto de 1979, amnistió a los condenados por delitos políticos o conexos entre 1961 y 1978. A principios de la década de 1980, el régimen militar ya no pudo mantener eficazmente el bipartidismo establecido en 1966. El gobierno de Figueiredo disolvió ARENA, controlado por el gobierno, y permitió la formación de nuevos partidos. El presidente estuvo frecuentemente incapacitado por enfermedades y se tomó dos licencias prolongadas por tratamiento médico en 1981 y 1983, pero el vicepresidente civil Aureliano Chaves no gozó de gran poder político.
En 1981, el Congreso promulgó una ley que restablecía la elección directa de gobernadores estatales. Las elecciones generales de 1982 dieron una estrecha victoria al sucesor de ARENA, el oficialista Partido Democrático Social (43,22% de los votos), mientras que el opositor Partido del Movimiento Democrático Brasileño obtuvo el 42,96% de los votos. La oposición ganó las gobernaciones de tres importantes estados: São Paulo, Río de Janeiro y Minas Gerais.

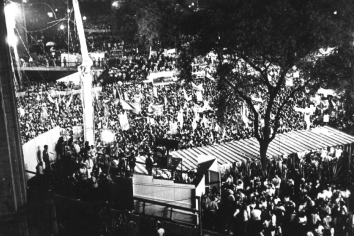
Protesta a favor de la democracia Diretas Já en 1984

Sin embargo, los acontecimientos políticos se vieron eclipsados por el aumento de los problemas económicos. Con el aumento de la inflación y el desempleo, la deuda externa alcanzó proporciones descomunales, convirtiendo a Brasil en el mayor deudor del mundo, con una deuda de aproximadamente 90.000 millones de dólares a prestamistas internacionales. Las medidas de austeridad impuestas por el gobierno no dieron señales de recuperación para la economía brasileña.
En 1984, el movimiento conocido como Diretas Já tomó el control del país y representó la recién recuperada libertad de reunión y expresión. Sin embargo, no se logró su objetivo principal, y las elecciones presidenciales de 1985 se celebraron indirectamente, a través de un colegio electoral. La oposición luchó enérgicamente por la aprobación de una enmienda constitucional que permitiera elecciones presidenciales populares directas en noviembre de 1984, pero la propuesta no logró su aprobación en el Congreso. El candidato opositor Tancredo Neves sucedió a Figueiredo cuando el Congreso convocó a elecciones para elegir al nuevo presidente.

## Resistencia a la dictadura

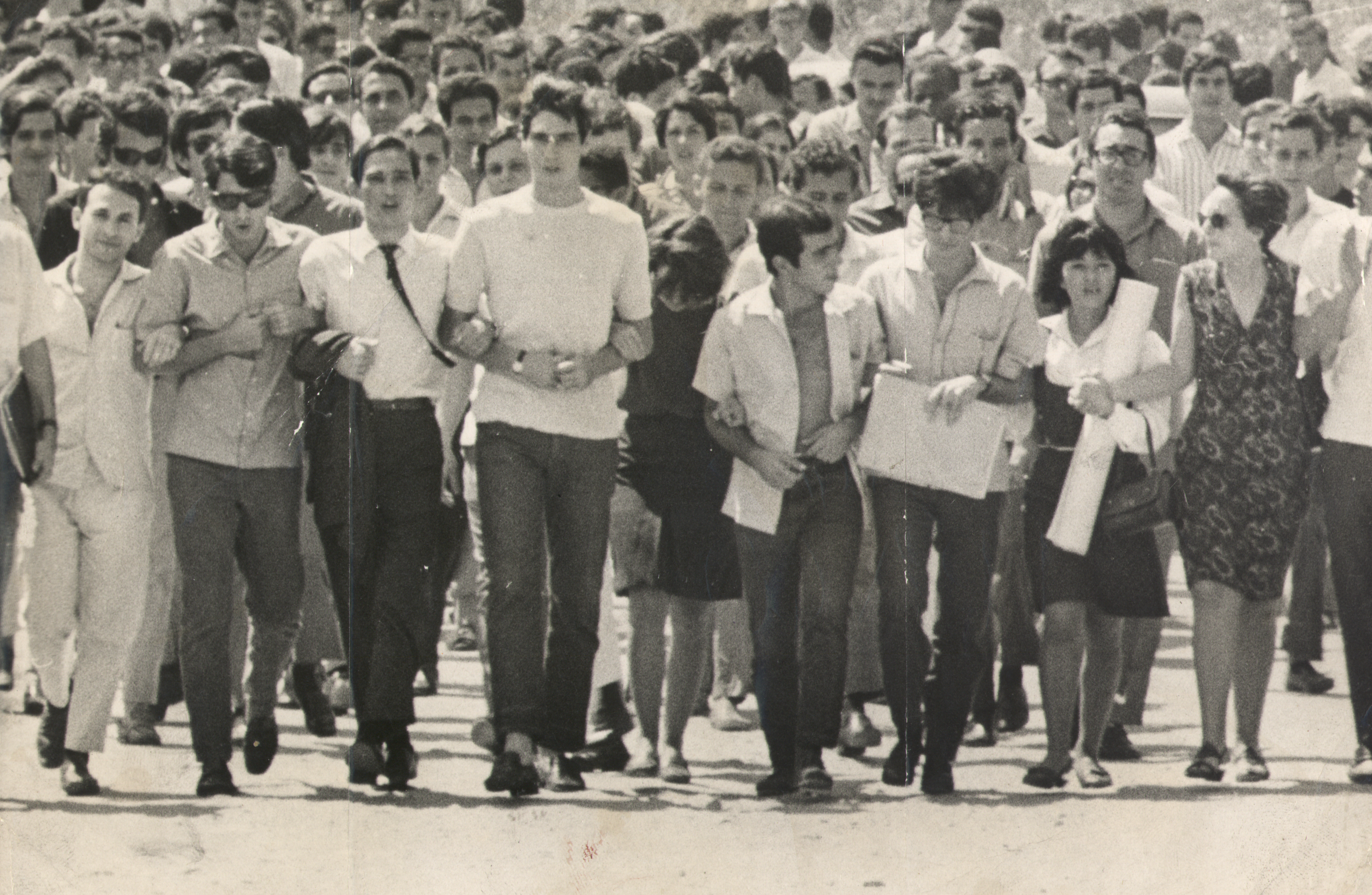
Manifestación estudiantil contra la dictadura militar, 1966

La caída de Goulart preocupó a muchos ciudadanos. Numerosos estudiantes, marxistas y trabajadores formaron grupos que se oponían al régimen militar. Una minoría de ellos adoptó la lucha armada directa, mientras que la mayoría apoyó soluciones políticas para revertir la suspensión masiva de los derechos humanos en el país. En los primeros meses tras el golpe, miles de personas fueron detenidas, mientras que otras miles fueron destituidas de sus cargos en la administración pública o en las universidades.
En 1968, se produjo una breve relajación de las políticas represivas del país. Artistas y músicos experimentales formaron el movimiento Tropicália durante esta época. Sin embargo, algunos de los principales músicos populares, como Gilberto Gil y Caetano Veloso, fueron arrestados, encarcelados y exiliados. Chico Buarque también abandonó el país, exiliado, rumbo a Italia.
En 1969, el Movimiento Revolucionario 8 de Octubre secuestró a Charles Burke Elbrick, embajador de Estados Unidos en Brasil. Los combatientes de la resistencia exigieron la liberación de los disidentes encarcelados que estaban siendo torturados a cambio de Elbrick. El gobierno respondió adoptando medidas de contrainsurgencia más brutales, lo que llevó al asesinato del líder guerrillero Carlos Marighella, 2 meses después del secuestro de Elbrick. Esto marcó el comienzo del declive de la oposición armada. En 1970, Nobuo Okuchi, cónsul general japonés en São Paulo, fue secuestrado, mientras que Curtis C. Cutter, cónsul estadounidense en Porto Alegre, resultó herido en el hombro, pero escapó. También en 1970, Ehrenfried von Holleben, embajador de Alemania Occidental, fue secuestrado en Río de Janeiro y uno de sus guardaespaldas fue asesinado.

## Represión

Logotipo del gobierno, adoptado por la administración Costa e Silva. Contiene el slogan Brasil: ámalo o déjalo, slogan del régimen militar.

Tras el golpe militar, el nuevo gobierno impuso una serie de medidas para fortalecer su poder y debilitar a la oposición. La compleja estructura de la represión estatal afectó a diversos sectores de la sociedad brasileña e implicó la implementación de medidas de censura, persecución y violaciones de los derechos humanos.
La represión sistemática durante este período de la historia brasileña dependió y alternó entre los llamados "moderados " y los "de línea dura " en el poder. El conjunto de medidas represivas más agresivas tuvo lugar entre 1968 y 1978, conocidos como los "Años de Plomo" (Anos de Chumbo). Sin embargo, la característica represiva del régimen estuvo presente en la sociedad brasileña durante todo el gobierno militar.

### Censura
Los grandes medios de comunicación, que inicialmente cooperaron con la intervención militar en vísperas del golpe, se opusieron posteriormente al gobierno y, por lo tanto, cayeron bajo una férrea censura. La gestión de todos los sectores de la comunicación del país estuvo a cargo de la Asesoría Especial de Relaciones Públicas, creada a principios de 1968, mientras que la censura se institucionalizó a través del Consejo Superior de Censura ese mismo año.
El Consejo Superior de Censura dependía del Ministerio de Justicia, encargado de analizar y revisar las decisiones del director del departamento de la Policía Federal. El ministerio también era responsable de establecer directrices y normas para implementar la censura a nivel local. La censura institucionalizada afectaba a todos los ámbitos de la comunicación en la sociedad brasileña: prensa escrita, televisión, música, teatro y todas las industrias relacionadas con la comunicación masiva, incluidas las empresas de marketing.
A pesar de los esfuerzos del régimen por censurar cualquier medio de comunicación que pudiera perjudicar al gobierno, la población encontró la manera de evadirlo en la medida de lo posible. Si bien artistas y periodistas necesitaban permiso del consejo para publicar cualquier comunicación, a veces lograban superar las barreras de la censura mediante métodos poco convencionales. Los músicos recurrían a juegos de palabras para publicar canciones con críticas veladas al gobierno, mientras que periódicos famosos rellenaban los espacios vacíos dejados por los artículos censurados con recetas de pasteles al azar, una forma de indicar a la población que el contenido había sido censurado por el gobierno.

### Violaciones de los derechos humanos

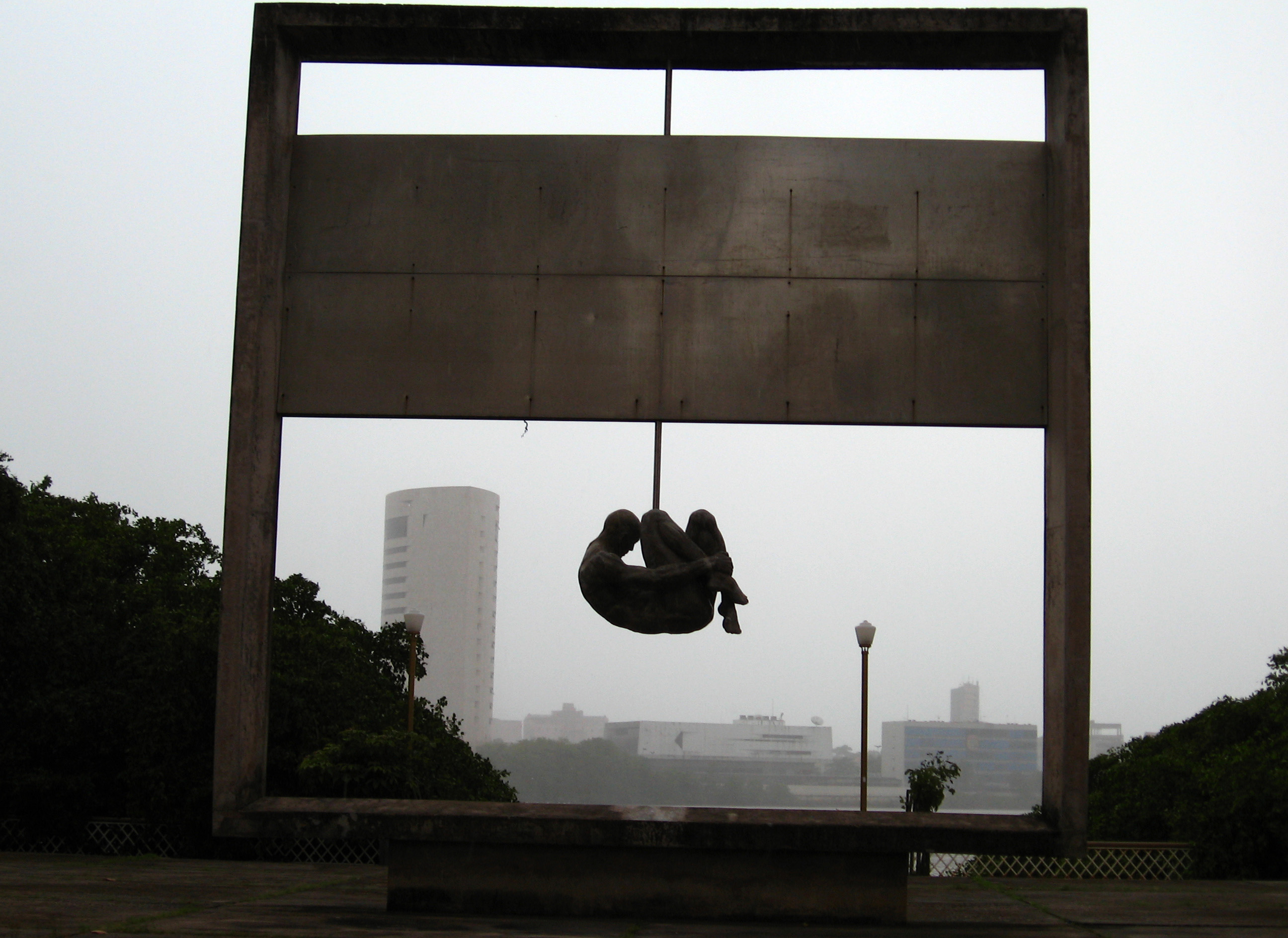
Tortura Nunca Mais, monumento en Recife dedicado a las víctimas de la tortura

Ya en 1964, el gobierno militar utilizaba sistemáticamente las diversas formas de tortura que ideaba, no solo para obtener información que luego usaría para reprimir a los grupos de oposición, sino también para intimidar y silenciar a cualquier posible oponente. Esto se incrementó drásticamente después de 1968.
Mientras que otras dictaduras de la región en aquella época asesinaron a más personas, Brasil presenció el uso generalizado de la tortura, como también ocurrió durante el Estado Novo de Getúlio Vargas. El ejecutor de Vargas, Filinto Müller, ha sido nombrado el "patrón de los torturadores" en Brasil. Asesores de Estados Unidos y el Reino Unido entrenaron a las fuerzas brasileñas en interrogatorios y torturas. Para extinguir a sus oponentes de izquierda, la dictadura recurrió a arrestos arbitrarios, encarcelamientos sin juicio previo, secuestros y, sobre todo, tortura, que incluyó la violación y la castración.
El gobierno militar asesinó a cientos de personas, aunque esto se hizo mayormente en secreto y la causa de la muerte a menudo se reportó falsamente como accidental. En ocasiones, el gobierno desmembró y ocultó los cuerpos. El general francés Paul Aussaresses, veterano de la Guerra de Argelia, llegó a Brasil en 1973. Aussaresses empleó métodos de "guerra contrarrevolucionaria" durante la Batalla de Argel, incluyendo el uso sistemático de la tortura, ejecuciones y vuelos de la muerte. Posteriormente, entrenó a oficiales estadounidenses e impartió cursos militares para la inteligencia militar brasileña.

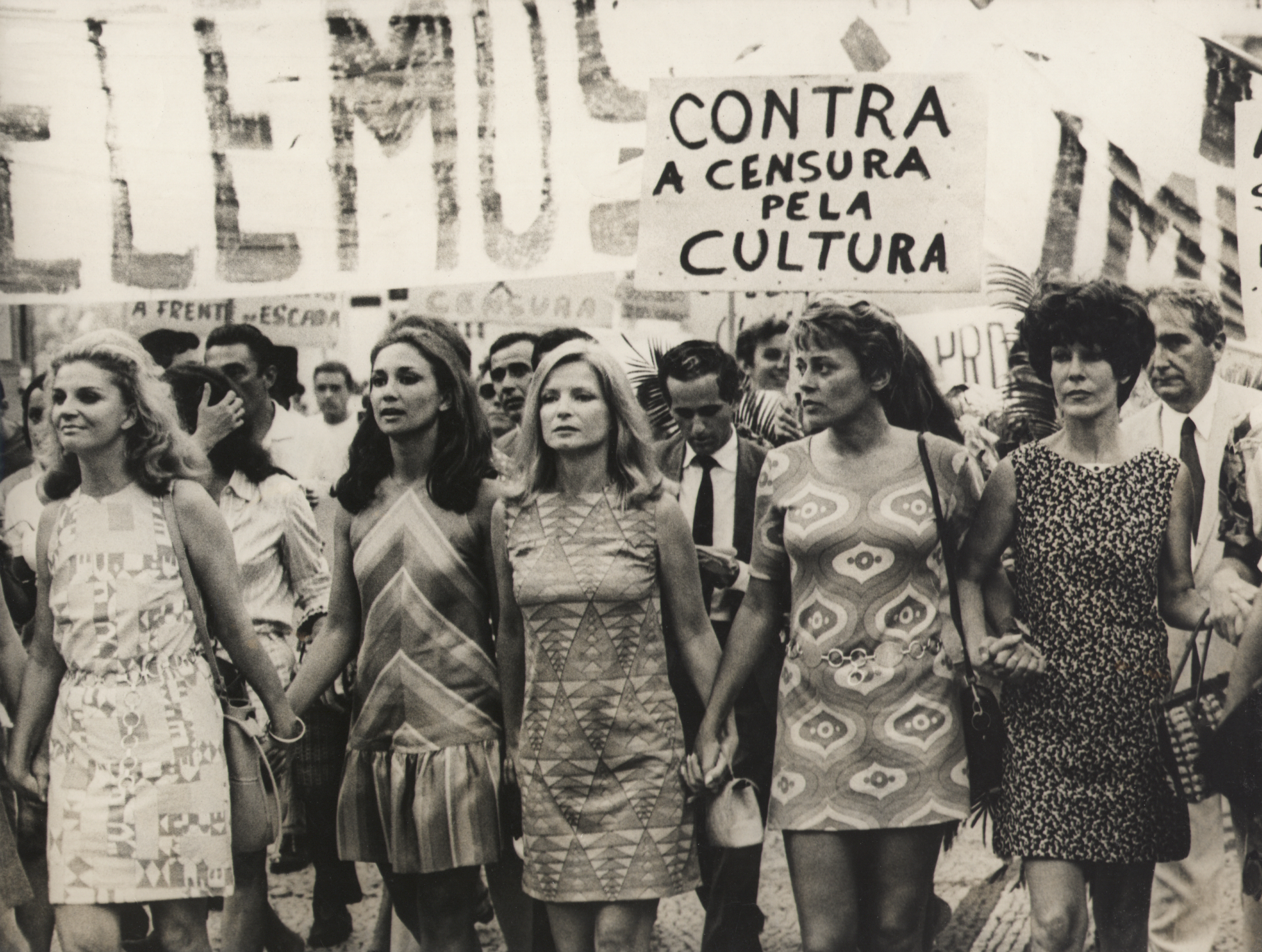
Las actrices Tônia Carrero, Eva Wilma, Odete Lara, Norma Bengell y Cacilda Becker en la protesta de Cultura contra Censura en febrero de 1968

A pesar de la caída de la dictadura, ninguna persona ha sido castigada por las violaciones de derechos humanos, gracias a la Ley de Amnistía de 1979, redactada por los miembros del gobierno que permanecieron en el poder durante la transición a la democracia. La ley otorgó amnistía e impunidad a cualquier funcionario o ciudadano acusado de delitos políticos durante la dictadura. Debido a una cierta "amnesia cultural" en Brasil, las víctimas nunca han recibido mucha compasión, respeto ni reconocimiento de su sufrimiento. Se está trabajando para modificar la Ley de Amnistía, condenada por la Corte Interamericana de Derechos Humanos.
La Comisión Nacional de la Verdad se creó en 2011 con el objetivo de ayudar a la nación a afrontar su pasado, honrar a quienes lucharon por la democracia y compensar a las familias de las personas asesinadas o desaparecidas. Su labor concluyó en 2014. Informó que, bajo el régimen militar, al menos 191 personas fueron asesinadas y 243 desaparecieron. El número total de muertes probablemente se sitúa en los cientos, aunque podría acercarse a los 1.000, mientras que más de 50.000 personas fueron detenidas y 10.000 se vieron obligadas a exiliarse.

## Economía
El régimen revive las relaciones de Brasil con las instituciones financieras internacionales, que han estado suspendidas desde la decisión del Presidente Juscelino Kubitschek en 1958 de rechazar las condiciones impuestas por los Estados Unidos y el FMI para un préstamo de 300 millones de dólares. Las medidas económicas criticadas por los Estados Unidos y el FMI son eliminadas. Se prohíben las huelgas, se suprimen los sindicatos y los salarios reales disminuyen, con una caída del PIB del 7% en 1965. Ese mismo año, el Brasil firma un acuerdo con el FMI, recibe nuevos créditos y su deuda externa es reestructurada por los Estados Unidos, varios países acreedores europeos y el Japón. Los préstamos anuales aumentan de cero a un promedio de 73 millones de dólares durante el resto de la década de 1960 y luego a casi 500 millones de dólares anuales a mediados de la década de 1970. La política económica del régimen militar es elogiada por las instituciones financieras internacionales.
Se ponen en marcha ambiciosos proyectos para integrar la Amazonia en la economía nacional a costa de la destrucción del medio ambiente y el desplazamiento de las poblaciones indígenas: el más emblemático de ellos es la construcción de una carretera de más de cuatro mil kilómetros entre la ciudad de Cabedelo, en el Nordeste, y la ciudad de Lábrea, cerca de la frontera con Bolivia. El proyecto, que nunca se completará del todo, se inaugura en 1972 con el objetivo de crear grandes explotaciones agrícolas, controlar mejor las fronteras y llevar a los pobres a las nuevas tierras, evitando una reforma agraria que la dictadura rechaza. El régimen militar fomenta la colonización de los territorios de los pueblos indígenas, dilapida recursos naturales, arma campos de concentración de pueblos indígenas y asesina al menos 8.000 personas indígenas. Según el informe final de la Comisión de la Verdad de Brasil, por acción u omisión del Estado 8300 indígenas murieron. Durante este tiempo también fueron desalojados de sus tierras, encerrados en campos de internamiento y torturados.

## Política exterior
En política exterior, el régimen apoya el colonialismo portugués en África —entonces involucrado en sangrientos conflictos en Guinea-Bisáu, Angola y Mozambique»— y desarrolla relaciones comerciales con Sudáfrica. En el decenio de 1960, el único gobierno negro con el que el régimen mantuvo relaciones diplomáticas fue el de Houphouët-Boigny en Costa de Marfil.